# エナラプリル
エナラプリル（Enalapril）は高血圧や鬱血性心不全の治療に用いられるアンジオテンシン変換酵素（ACE）阻害薬の一つである。商品名レニベース。ACEはペプチドホルモンであるアンジオテンシンIをアンジオテンシンIIに変換する酵素である。アンジオテンシンIIの作用の一つは血管の収縮であり、その結果血圧を上昇させる。ACE阻害薬はこの効果を阻害して血圧を下降させる。また、アルドステロン分泌の抑制による利尿作用を有する。エナラプリルは収縮期心不全による死亡率を低下させる。副作用として肺のブラジキニン増加による空咳が生じる。
WHO必須医薬品モデル・リストに収載されている。

## 効能・効果
日本で承認されているものは本態性高血圧症、腎性高血圧症、腎血管性高血圧症、悪性高血圧、慢性心不全（軽症～中等症）である。非症候性の左心室機能不全にも用い得る。高血圧、心不全、糖尿病で腎保護作用を示す。高血圧のない状態でも腎保護効果を期待して使用され、慢性腎不全に対して応用されている。
1. ↑  ジギタリス製剤、利尿剤等の基礎治療剤を使用しても充分な効果が認められない場合

## 禁忌
血管浮腫の既往歴のある患者、アリスキレンを投与中の糖尿病患者、デキストラン硫酸固定化セルロース、トリプトファン固定化ポリビニルアルコールまたはポリエチレンテレフタレートを用いた吸着器によるアフェレーシスを施行中の患者、アクリロニトリルメタリルスルホン酸ナトリウム膜(AN69)を用いた血液透析施行中の患者等には禁忌である。
エナラプリルの胎児危険度分類はDであり、妊婦へは禁忌である。妊娠が判明したら直ちに服用を中止しなければならない。
羊水過少症が発生する場合もある。エナラプリルは乳汁中に移行するので、授乳中は服用を中止すべきである。

## 副作用
副作用発生率は治験で10.48%、使用成績調査で4.30%であり、主なものは咳嗽（0.99、2.13）、めまい（1.81、0.30）、BUN上昇（－、0.24）、血清クレアチニン上昇（0.33、0.21）、血清カリウム上昇（0.81、0.16）である（治験、使用成績調査の順）。咳嗽はブラジキニンが増加することにより起こると言われている。また、咳嗽はACE阻害薬服用患者の約2割で生ずるとの資料もある。
重大な副作用として注意喚起されているものは、
- 血管浮腫、ショック、心筋梗塞、狭心症、
- 汎血球減少症、無顆粒球症、血小板減少（< 0.1%）、
- 急性腎不全（< 0.1%）、肝機能障害、肝不全、膵炎、間質性肺炎、
- 剥脱性皮膚炎、中毒性表皮壊死症（Lyell症候群）、皮膚粘膜眼症候群（Stevens-Johnson症候群）、天疱瘡、
- 錯乱、
- 高カリウム血症（0.22%）、抗利尿ホルモン不適合分泌症候群（SIADH）

である。浮腫は顔面、口唇、気道等に発生し、時に呼吸困難を来たす。浮腫は服用初期に発生しやすいとされる。浮腫の発生率には人種差があり、黒人で多い。

## 作用機序
通常、アンジオテンシンIはアンジオテンシン変換酵素（ACE）でアンジオテンシンIIに変換される。アンジオテンシンIIは血管平滑筋を収縮させ、血圧を上昇させる。エナラプリルの活性代謝物であるエナラプリラトはACEを阻害してアンジオテンシンIIを減少させ、血管の収縮を抑え、血圧を低下させる。

## 薬物動態
薬物動態に関する数値は、以下の通りである。
- 服用から効果発現まで：約1時間
- 最高効果：4〜6時間
- 効果持続時間：12〜24時間
- 吸収率：約6割
- 代謝：エナラプリルはプロドラッグであり、代謝されてエナラプリラトとなる[9]
- 排泄：2相性であり、α相の半減期は2〜6時間（腎濾過）、β相の半減期は36時間（全身臓器に分布し平衡となった薬剤分子の排泄）

β相は反復投与時の血中濃度の蓄積には寄与しないが、薬効の発現に関しては重要な役割を持つと思われる。腎障害（クレアチニンクリアランス：< 20mL/min）がある場合には、エナラプリラトの著明な累積が見られるので、服用量を減量する必要がある。

## エナラプリラト
エナラプリラト（Enalaprilat、開発コードMK-422）はエナラプリルの活性代謝物である。最初のジカルボン酸含有ACE阻害剤であり、カプトプリルの限界を克服するために開発された。スルフヒドリル基がカルボン酸基に置き換えられ、カプトプリルと同等の有効性を得るために構造式ベースで改良が加えられた。
エナラプリラトはしかし、それ自身に問題を抱えていた。構造式を変更した結果、イオン化特性が悪化して、経口投与では消化管から充分に吸収されなくなってしまった。この問題はエタノールを用いたエステル化で解決された。こうして産み出された分子がエナラプリルである:13。
エナラプリラトはプロドラッグであり、in vivo で様々なエステラーゼで代謝されてエナラプリルになる。血中エナラプリル濃度は服用の2〜4時間後に最高になる。

## 開発の経緯
世界初のACE阻害薬としてカプトプリルが誕生した後、金属味（スルフヒドリル基が原因）等の解消を目指していくつもの薬剤が開発された.:12–13。
エナラプリラトはカプトプリルの欠点を一部解消したものである。さらにその薬物動態を改善するためにエチルエステル化され、エナラプリルが完成した。1981年に販売が開始された:13。